# Schermen op de Olympische Zomerspelen 1948
Schermen is een van de sporten die beoefend werden tijdens de Olympische Zomerspelen 1948 in Londen.

## Heren

### floret individueel
| rang   | sporter(s)         | land | punten |
| ------ | ------------------ | ---- | ------ |
| Goud   | Jéhan de Buhan     | FRA  | 7      |
| Zilver | Christian d'Oriola | FRA  | 5      |
| Brons  | Lajos Maszlay      | HUN  | 4      |
| 4      | John Emrys Lloyd   | GBR  | 4      |
| 5      | René Bougnol       | FRA  | 3      |
| 6      | Manlio Di Rosa     | ITA  | 3      |
| 7      | Paul Valcke        | BEL  | 1      |
| 8      | Ivan Ruben         | DEN  | 1      |

### floret team
| rang   | sporter(s) | land |
| ------ | --- | ---- |
| Goud   | André Bonin Christian d'Oriola Jéhan de Buhan René Bougnol Jacques Lataste Adrien Rommel                       | FRA  |
| Zilver | Renzo Nostini Manlio Di Rosa Edoardo Mangiarotti Giuliano Nostini Giorgio Pellini Saverio Ragno                | ITA  |
| Brons  | Georges de Bourguignon Henri Paternoster Edouard Yves Raymond Bru André van de Werve de Vorsselaer Paul Valcke | BEL  |
| 4      | Dean Cetrulo Daniel Bukantz Nathaniel Lubell Silvio Giolito Austin Prokop Dernell Every                        | USA  |
| 5      | Aladár Gerevich József Hátszeghy Endre Palócz Lajos Maszlay Béla Bay Pál Dunay                                 | HUN  |
| 5      | José Rodríguez Fulvio Galimi Manuel Torrente Félix Galimi                                                      | ARG  |
| 5      | Mohamed Zulficar Mahmoud Abdine Salah Dessouki Mahmoud Younes Osman Abdel Hafiz Hassan Tewfik                  | EGY  |
| 5      | René Paul Albert Smith Harold Cooke John Emrys Lloyd Pierre Turquet Ulrich Wendon                              | GBR  |

### degen individueel
| rang   | sporter(s)          | land | punten |
| ------ | ------------------- | ---- | ------ |
| Goud   | Gino Cantone        | ITA  | 7      |
| Zilver | Oswald Zappelli     | SUI  | 5      |
| Brons  | Edoardo Mangiarotti | ITA  | 5      |
| 4      | Henri Guérin        | FRA  | 5      |
| 5      | Jean Radoux         | BEL  | 5      |
| 6      | Henri Lepage        | FRA  | 4      |
| 7      | Carlo Agostoni      | ITA  | 4      |
| 8      | Emile Gretsch       | LUX  | 3      |

### degen team
| rang   | sporter(s)                                                                                            | land |
| ------ | --- | ---- |
| Goud   | Henri Guérin Henri Lepage Marcel Desprets Michel Pécheux Maurice Huet Édouard Artigas                 | FRA  |
| Zilver | Edoardo Mangiarotti Carlo Agostoni Fiorenzo Marini Antonio Mandruzzato Gino Cantone Dario Mangiarotti | ITA  |
| Brons  | Carl Forssell Arne Tollbom Sven Thofelt Bengt Ljungquist Frank Cervell Per Hjalmar Carlesson          | SWE  |
| 4      | Mogens Lüchow Erik Andersen Ib Benjamin Nielsen René Dybkaer Jacob Lyng Kenneth Flindt                | DEN  |
| 5      | Charles Debeur Léopold Hauben Raymond Bru Jean Radoux Raoul Henkaert Raymond Stasse                   | BEL  |
| 5      | Otto Rüfenacht Jean Hauert Michel Chamay Oswald Zappelli François Thiebaud René Lips                  | SUI  |
| 5      | Fernand Leischen Paul Anen Emile Gretsch Gustav Lamesch Erny Putz                                     | LUX  |
| 5      | Imre Hennyey Pál Dunay Béla Rerrich Béla Mikla Lajos Balthazár Béla Bay                               | HUN  |

### sabel individueel
| rang   | sporter(s)         | land | punten |
| ------ | ------------------ | ---- | ------ |
| Goud   | Aladár Gerevich    | HUN  | 7      |
| Zilver | Vincenzo Pinton    | ITA  | 5      |
| Brons  | Pál Kovács         | HUN  | 5      |
| 4      | Jacques Lefèvre    | FRA  | 4      |
| 5      | George Worth       | USA  | 2      |
| 6      | Gastone Darè       | ITA  | 2      |
| 7      | Tabor Nyilas       | USA  | 2      |
| 8      | Antonio Haro Olive | MEX  | 1      |

### sabel team
| rang   | sporter(s)                                                                                            | land |
| ------ | --- | ---- |
| Goud   | Aladár Gerevich Rudolf Kárpáti Pál Kovács Tibor Berczelly László Rajcsányi Bertalan Papp              | HUN  |
| Zilver | Gastone Darè Carlo Turcato Vincenzo Pinton Mauro Racca Renzo Nostini Aldo Montano                     | ITA  |
| Brons  | Norman Armitage George Worth Tibor Nyilas Dean Cetrulo Miguel de Capriles James Flynn                 | USA  |
| 4      | Robert Bayot Georges de Bourguignon Ferdinand Jassogne Eugène Laermans Marcel Nys Edouard Yves        | BEL  |
| 5      | Manuel Aguero José Luis d'Andrea Mohr Edgardo Pomini Jorge Cermesoni Fernando Huergo Daniel Sande     | ARG  |
| 5      | Jean-François Tournon Jacques Parent Maurice Gramain Jacques Lefèvre Jean Levavasseur Georges Levèque | FRA  |
| 5      | Henny ter Weer Antoon Hoevers Willem van den Berg Frans Mosman Eddy Kuijpers                          | NED  |
| 5      | Antoni Sobik Bolesław Banaś Teodor Zaczyk Jerzy Wójcik Jan Nawrocki                                   | POL  |

## Dames

### floret individueel
| rang   | sporter(s)         | land | punten |
| ------ | ------------------ | ---- | ------ |
| Goud   | Ilona Elek         | HUN  | 6      |
| Zilver | Karen Lachmann     | DEN  | 5      |
| Brons  | Ellen Müller-Preis | AUT  | 5      |
| 4      | Maria Cerra        | USA  | 5      |
| 5      | Fritzi Filz        | AUT  | 4      |
| 6      | Margit Elek        | HUN  | 1      |
| 7      | Velleda Cesari     | ITA  | 1      |
| 8      | Mary Glen Haig     | GBR  | 1      |

## Medaillespiegel
| rang   | land             | goud | zilver | brons | totaal |
| ------ | ---------------- | ---- | ------ | ----- | ------ |
| 1      | Frankrijk        | 3    | 1      | 0     | 4      |
| 2      | Hongarije        | 3    | 0      | 2     | 5      |
| 3      | Italië           | 1    | 4      | 1     | 6      |
| 4      | Denemarken       | 0    | 1      | 0     | 1      |
| 4      | Zwitserland      | 0    | 1      | 0     | 1      |
| 6      | België           | 0    | 0      | 1     | 1      |
| 6      | Oostenrijk       | 0    | 0      | 1     | 1      |
| 6      | Verenigde Staten | 0    | 0      | 1     | 1      |
| 6      | Zweden           | 0    | 0      | 1     | 1      |
| totaal | totaal           | 7    | 7      | 7     | 21     |